# 3486 Fulchignoni
3486 Fulchignoni este un asteroid din centura principală, descoperit pe 5 februarie 1984 de Edward Bowell.